# Doloramaweg
De Doloramaweg (Italiaans: Alta Via delle Dolomiti, Duits: Dolorama Weitwanderweg) is een langeafstandswandelpad in de Dolomieten in Zuid-Tirol in Italië. De route is 61 kilometer lang en overbrugt tussen Rodeneck en Lajen in vier etappes een hoogteverschil van 2356 meter.